# Uno Godenhjelm

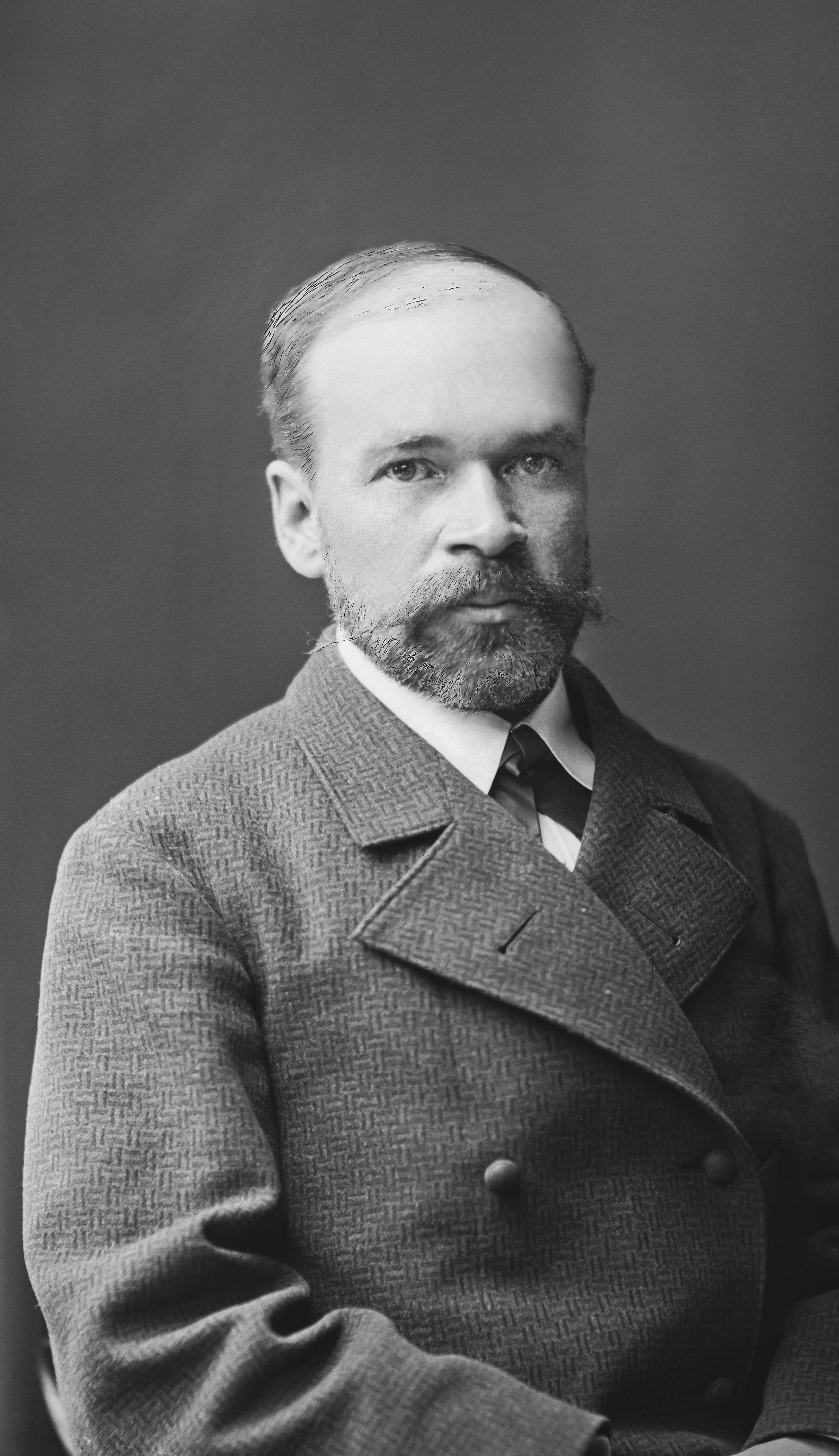
Uno Godenhjelm, 1878.

Uno Leonard Godenhjelm, född 19 juli 1842 i Viborg, död 30 augusti 1903 i Mariehamn, var en finländsk tjänsteman som även var aktiv inom kulturlivet.
Som postförvaltare i Mariehamn 1878–1903 och samtidigt stadsfiskal 1881–1889 gjorde Godenhjelm en betydande insats när den unga stadens samhällsfunktioner byggdes upp. Han var även något av en journalistisk pionjär med sin handskrivna tidning Mariehamnsposten 1878–1880. Hans texter om händelser på Åland publicerades dessutom i Åbo Underrättelser och Åbo Tidning.
Till Godenhielms många intressen hörde brevduvor. När Salomon August Andrée gjorde sitt misslyckade försök att från Spetsbergen nå Nordpolen med ballongen "Örnen" den 11–14 juli 1897 kom de 36 brevduvorna ombord från den åländske postmästarens duvslag.
Godenhielm var ivrig jägare och publicerade bland annat skriften Minnen från vargåren i Åbo län 1880–1882 (1891). Han var farfar till juristen Berndt Godenhielm.